# Săpoca
Săpoca – wieś w Rumunii, w okręgu Buzău, w gminie Săpoca. W 2011 roku liczyła 1732 mieszkańców. 